# امقادح (لودر)

تعديل مصدري - تعديل

امقادح هي إحدى قرى عزلة زارة بمديرية لودر التابعة لمحافظة أبين، بلغ تعداد سكانها 299 نسمة حسب تعداد اليمن لعام 2004.